# Chester Ittner Bliss
 (juin 2024).
Si vous disposez d'ouvrages ou d'articles de référence ou si vous connaissez des sites web de qualité traitant du thème abordé ici, merci de compléter l'article en donnant les références utiles à sa vérifiabilité et en les liant à la section « Notes et références ».
Chester Ittner Bliss est un biologiste et statisticien né en 1899 à Springfield dans l'Ohio et mort le 14 mars 1979 dans le comté de New Haven (Connecticut). 
Il est connu pour avoir inventé le modèle probit en 1934.
Il a été le premier secrétaire de la Société biométrique internationale.